# Apparat Organ Quartet
Apparat Organ Quartet är en isländsk musikgrupp bildad 1999 av Jóhann Jóhannsson, Hörður Bragason, Músikvatur (Sighvatur Ómar Kristinsson) och Úlfur Eldjárn. 

## Diskografi
Album
- Apparat Organ Quartet (2002)
- Pólýfónía (2010)

Singlar
- Stereo Rock-N-Roll (2002)
- Romantika (2003)